# Dauphiné de Viennois
Pour les articles homonymes, voir Dauphiné (homonymie).
vers 1142 – 1349
Entités précédentes :
- Bourgogne viennoise
-Comté d'Albon-Viennois
 -Comté de Briançonnais (1040)
 -Comté de Grésivaudan (1050)

Entités suivantes :
- province du Dauphiné (Royaume de France)

Le Dauphiné de Viennois est une province du royaume de Bourgogne et principauté du Saint-Empire romain germanique, qui a existé de 1142 à 1349. Son territoire est une extension de celui de l'ancien comté d'Albon-Viennois, par la réunion progressive aux comtés du Grésivaudan et du Briançonnais, de ceux de Gapençais et d'Embrunais, puis par la création vers 1282 de bailliages de Viennois - Saint-Marcellin, et de Viennois - La Tour et l'intégration des anciennes baronnies du Dauphiné. Du fait de son expansion rapide attirant les convoitises de la maison capétienne de Valois et contrastant avec la vie fastueuse et dépensière du dauphin Humbert II, celui-ci, sans héritier, vendit au royaume de France de Philippe VI de Valois, le 30 mars 1349, par le traité de Romans, le Dauphiné de Viennois qui devint la province du Dauphiné.

## Origine
Au XIe siècle, les sires d'Albon sont dès 1009 installés à Moras-en-Valloire site voisin de Mantaille et d'Albon issu de la décomposition d'un ancien domaine fiscal carolingien des Bosonides, sur lequel l'archevêque de Vienne aurait hérité de l'autorité impériale. Sur la colline ils dressent une motte en utilisant un relief préexistant où se trouve leur château d'Albon.
En 1032, le royaume de Bourgogne ou d'Arles est inclus au Saint-Empire romain germanique après la cession en 1023, du comté de Vienne concédé à l'archevêque de Vienne par Rodolphe III de Bourgogne. À son décès en 1032, le pouvoir est ecclésiastique, et les archevêques de Vienne Burchard puis Léger permirent, sans inféodation véritable,, l'extension comtale sous les règnes de Conrad II et de son fils Henri III des comtes d'Albon dans la région comprise entre le Rhône et les Alpes, sous l'influence de la dynastie salienne (Reichsland). Ceux-ci par l'usage de la force et par d'habiles alliances matrimoniales accrurent sensiblement leur territoire : Guigues Ier d'Albon (appelé aussi Guigues le Vieux) s'instituant prince de la province de Grenoble avec son fils Guigues II (le Gras) en 1052. La cession à Guigues d'Albon, surnommé le Vieux, de la part de l'Empereur Henri III, du « principat de Briançon et de la Marche de Cézanne » a été discutée par les historiens, notamment Gérard Giordanengo, qualifiant la vision de Georges de Manteyer de très «féodale» : « pour lui la féodalité classique existe déjà au XIe siècle, donc toute possession des Albon doit l'être en vertu d'une « inféodation » : puisque le Viennois a été donné à l'archevêque Brochard en 1029 et que le sire de Vion se pare du titre de comte dès 1034, c'est qu'il a reçu la moitié du comté de Vienne en fief. Même raisonnement pour le Briançonnais, qui doit avoir été inféodé à Guigues d'Albon en 1039 par l'empereur Henri III le Noir, alors qu'en réalité on constate seulement que Guigues le Vieux en est en possession à partir de 1053. »
Outre le Briançonnais, Guigues le Vieux, comte d'Albon, détient à cette époque, au-delà du Montgenèvre et un peu avant Suse, une partie de la vallée du Cluson avec des droits sur les communes piémontaises de Césane, Salbertrand et Exilles. L'extension d'influence des comtes d'Albon dans la région correspond à celle de la Prévôté de Saint Laurent d'Oulx fondée vers 1050, puis dotée de nombreux prieurés dans la vallée du Cluson, en Briançonnais et en Oisans. Dès les origines, cette abbaye se voit octroyer par les comtes d'importants privilèges.
Gérard Giordanengo souligne que « les Albon se sont emparés du Graisivaudan, sans s'embarrasser de questions juridiques. Pourquoi auraient-ils agi autrement en Viennois et en Briançonnais ? ». Les historiens Jean-Pierre Poly et Éric Bournazel, quant à eux,considèrent qu'à l'origine de la famille d'Albon, un nommé Aimon possessionné à Forcalquier, allié des Sarrasins du Freinet dans leurs brigandages dans les Alpes, aurait engendré, via sa fille Frédéburge, Guigues, comte d'Albon en Viennois en 1016. Selon Georges de Manteyer comme pour Laurent Ripart, si un acte du 27 février 1016 porte, parmi les souscriptions, la signature d'un comte Guigues, cette signature n'a pu être apposée que plus tard, ce Guigues est indiqué comme étant le frère d'un Humbert, en l'occurrence l'évêque Humbert, arrivé à l'évêché de Valence après 1025. Encore en 1027, Guigues Ier d'Albon ne porte pas le titre de comte,.
Dans les actes, les membres de la maison d'Albon sont déjà implantés vers Grenoble en 996 : Guigues l'Ancien ou Guigues I est cité comte de Graisivaudan avec son épouse Frédeburge et Humbert évêque de Grenoble, leur fils. Humbert d'Albon, monte sur le siège épiscopal de Grenoble (976-~1025). Son neveu Guigues Ier d'Albon est cité comme fils de Gotelène avec son neveu Humbert dans une charte de Cluny en 1070 et décède vers le 22 avril 1075 comme comte de Graisivaudan.
Guigues V d'Albon, fils de Guigues IV d'Albon, prit le titre de dauphin du Viennois en sus de celui de comte d'Albon, à partir de 1142 et fut donc le premier dauphin de Viennois. Par extension, le comté d'Albon est devenu le dauphiné de Viennois.

## Géographie
À la suite de la contestation entre l'archevêque de Vienne, Guy de Bourgogne, et l'évêque de Grenoble, saint Hugues, du comté de Sermorens, enclavé entre le Viennois et le Grésivaudan et divisé en 1107 par le pape Pascal II, les châtellenies des Guigonides tout en restant dans le diocèse de Grenoble s'étendent vers le diocèse de Vienne.
En 1282, les bailliages de Viennois - Saint-Marcellin, et de Viennois - La Tour virent le jour allant le long du Rhône de Lyon au Nord de Valence.
Le Dauphiné correspond, pour l'essentiel, aux départements actuels des Hautes-Alpes, de la Drôme et de l'Isère. En 1447, il comprend trois grands ensembles : le bailliage de Viennois (Isère, nord de la Drôme et sud-est du Rhône), réunion du Grésivaudan, du Viennois-Saint-Marcellin et du Viennois-la-Tour, celui des Montagnes (Hautes-Alpes, nord-ouest de la province de Coni et sud-ouest de celle de Turin), réunissant le Briançonnais, l'Embrunais et le Gapençais (Hautes-Alpes) et la sénéchaussée de Valentinois (Drôme et sud-ouest des Hautes-Alpes), regroupant les Baronnies, le Diois et le Valentinois.

## Histoire
Les origines des termes Dauphin et Dauphiné sont débattues depuis longtemps. Selon l'historien Jean-Loup Kastler, ces termes renverraient à l'univers du « merveilleux » médiéval et plus particulièrement à la légende rapportée par Gervais de Tilbury selon laquelle tous les dauphins sont en réalité des chevaliers. Cette légende témoignerait d'une culture chevaleresque propre au royaume d'Arles traversée par des héritages mythologiques gréco-latins moralisés et adaptée à l'univers mental de la chrétienté médiévale. Par ailleurs, l'histoire politique, économique et sociale du Dauphiné de Viennois présente d'importantes spécificités qui s'expliquent en partie par la terrible inondation de Grenoble en 1219.

### Croissance de la province

#### Sous la dynastie d'Albon

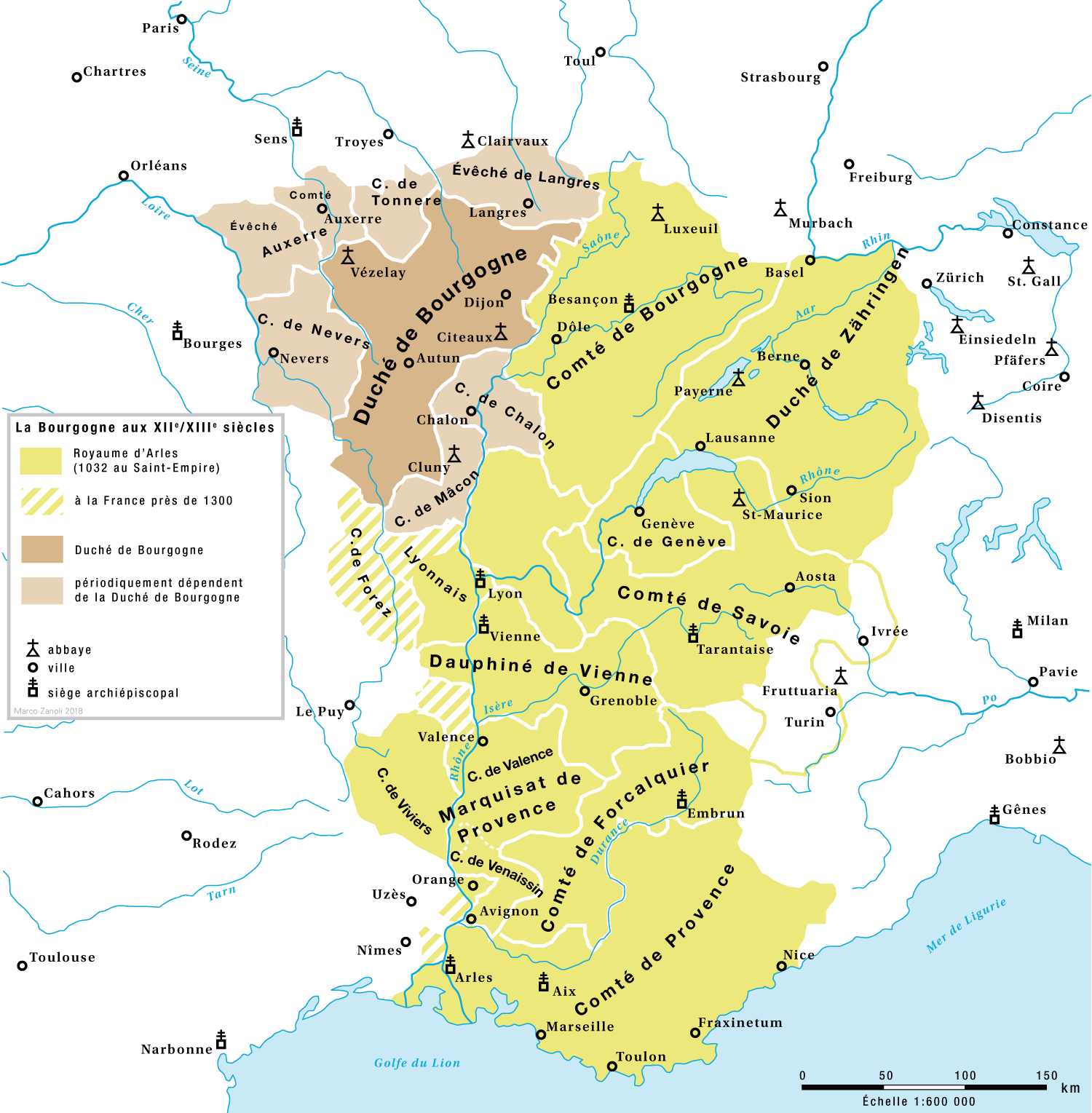
Le Dauphiné de Viennois au XIIe siècle, avant l'intégration en 1202 des comtés de Gapençais et d'Embrunais.

En 1145 le pape Eugène III s' adresse à Hugues, évêque de Grenoble et lui confirme dans le diocèse de Vienne l'église de Saint-Donat et dans celui de Grenoble celle du Villard-de-Lans. Il approuve comme ses prédécesseurs l'accord et le traité avec Guigues III comte d'Albon.
Le 13 janvier 1155 à Rivoli, Berthold IV, duc de Zähringen en Bourgogne Transjurane, assure sa fidélité au dauphin Guigues V, comte d'Albon, lui donne tout ce que lui-même tient de ses prédécesseurs ou des rois dans la ville de Vienne, s'engageant à combattre Guillaume III comte de Mâcon et de Vienne s'il tente d'y mettre obstacle. À son tour, le dauphin lui fait hommage et promet de le recevoir décemment dans la ville en présence de Frédéric, roi des Romains, qui donne son consentement. Il lui accorde en outre une mine d'argent à Rame dans l'Embrunais et le droit de battre monnaie à Césane.

#### Sous la dynastie de Bourgogne
Le mariage de Guigues VII avec Béatrice de Faucigny en 1241 fille du Comte Pierre II de Savoie et d'Agnès de Faucigny, unique héritière de la seigneurie portant son nom apporta à la province les vallées de l'Arve et du Giffre de Bonneville à Chamonix. Cela constitue entre eux un lien privilégié, sans doute à l'origine de la paix relative qui règne dans les années 1260 entre les deux principautés, mais aussi un facteur de trouble pour les années suivantes. La seigneurie de Faucigny, alliée puis rivale du comté de Genève depuis le XIe siècle, est en effet depuis 1234, puis 1253 (année du décès d'Aymon II de Faucigny, père d'Agnès) entre les mains de Pierre II de Savoie, qui l'administre au nom de son épouse.
Guigues VII reçoit de l'empereur Frédéric II en 1249 la totalité des alleux des comtés d'Albon, de Grésivaudan et de Viennois.

#### Sous la dynastie de la Tour du Pin
Jean Ier étant mort sans postérité en 1282, sa sœur Anne lui succéda comme il était fixé. Son mari, Humbert I de la Tour-du-Pin devint Dauphin de Viennois en joignant à ses nouveaux états sa baronnie qui englobait la Tour-du-Pin, ainsi que les régions de Crémieu, Bourgoin et même Coligny, territoire situé aux confins de la Bresse et du Bugey (sur les contreforts du Jura).
En 1285, Humbert vend au duc de Bourgogne le Revermont, qui le cède quatre ans plus tard aux Savoyards. Ces conflits visent également les territoires de Thoire et Villars alliés du dauphin et la région des Dombes.
Entre le 1er octobre 1311 et le 11 mai 1312 se tint le concile de Vienne sous l'autorité de Clément V à la demande du roi de France Philippe le Bel pour discuter de l'avenir de l'Ordre du Temple. Environ cent dix prélats (sur les trois cents conviés) venus de toute la chrétienté, le pape Clément V, le Roi de France Philippe le Bel ainsi que ses fils, Louis d'Évreux frère du roi, Enguerrand de Marigny, Guillaume de Nogaret et Plaisians ainsi qu'une multitude de barons et de chevaliers venus de France, sont présents pour le prélude de l'histoire des Rois Maudits qui fera suite à l'abrogation de l'ordre des Templiers, comme demandé dans la bulle pontificale Vox in excelso, le 22 mars 1312. Par la bulle Ad providam Christi Vicarii du 6 mai 1312, Clément V attribua les biens du Temple aux Hospitaliers. Le 6 mai 1312, le pape promulgua une autre bulle, Considerantes dudum, fixant le sort des Templiers, en les divisant en deux catégories : ceux qui avaient avoué et les autres.
Après 1317, le Dauphin acquiert des terres des barons de Mévouillon et de Montauban dans le territoire des Baronnies (région de Nyons et Buis-les-Baronnies), la seigneurie de Sassenage, celle du Royans et pour finir la ville de Romans qui fut la dernière annexion du Dauphiné de Viennois avant que la province soit rattachée au royaume de France. D'anciennes baronnies du Dauphiné à savoir celles de Clermont, Sassenage, Maubec (en alternance avec celle de Bressieux) et Montmaur ont joué également un rôle des plus importants dans la construction de ce qu'est devenu le Dauphiné. Alliées parfois avec les Dauphins, parfois avec les évêques de Vienne, parfois avec les comtes de Savoie, elles ont pris part à la politique régionale et ont certainement laissé leurs empreintes dans ce qu'est devenu le Dauphiné, avant et après son rattachement à la France en 1349.
En 1349, lors du rattachement du Dauphiné à la France, Humbert II du Viennois, le dernier dauphin, se réserva Saint-Donat qui était une des terres d'origine des comtes d'Albon.

### Difficultés de la province et guerres delphino-savoyardes
Ayant acquis de vastes domaines, les dauphins n'y régnaient pas en maîtres pour autant. Si la suzeraineté impériale leur pesait peu, ils devaient l'hommage du vassal aux comtes de Savoie pour le Faucigny et aux comtes de Provence pour le Gapençais. La puissance territoriale des évêques contraignit les Dauphins de Viennois à composer et à partager l'autorité sur les villes épiscopales de Grenoble, Gap et Embrun.
A Vienne, érigée en principauté ecclésiastique, la suzeraineté est du ressort de l'archevêque de 1032 à 1450. Les dauphins doivent composer avec l'archevêque-comte de Vienne et avec la famille des comtes palatins de Bourgogne qui possède comme eux le titre de comte de Vienne. En 1263, la part du comté de Vienne dont disposait la maison de Vienne est cédée à l'archevêque Jean de Bernin : l'Église de Vienne réunit donc tout le comté de Vienne et gouverna avec les dauphins jusqu'à l'abdication d'Humbert II de Viennois.
De 1140 à 1355, s'enchaînent des guerres delphino-savoyardes depuis les conflits en Grésivaudan jusqu'aux luttes dans l'ancienne Manche des Coligny.
Dès la mort de Pierre II (1268), les relations se tendent entre Dauphiné et Savoie : le Faucigny, enclave dauphinoise en territoire savoyard, échoit en effet à Béatrice et Guigues VII s'en empare immédiatement, au nom de son épouse. Les deux principautés se retrouvent désormais systématiquement concurrentes dans leur expansion respective.
En Viennois, en Bresse et en Bugey, les possessions de l'une et de l'autre sont tellement entrelacées que l'accession, en 1282, d'Humbert de la Tour-du-Pin à la tête du Dauphiné met le feu aux poudres : entrecoupée de trêves, la guerre qui débute l'année suivante dure jusqu'en 1355. Humbert Ier ajoute en effet au territoire delphinal ses terres du Viennois et des droits théoriques sur l'ancienne manche de Coligny, territoire situé aux confins de la Bresse et du Bugey. Or, les comtes de Savoie, devenus maîtres de la Bresse depuis le mariage du futur Amédée V avec Sybille de Bâugé, convoitent ces terres qui leur permettraient d'assurer la cohésion entre celle-ci et leurs possessions en Bugey.
La période allant de 1280 à 1329 est marquée par ces « guerres féodales » entre les deux familles comtales. Le médiéviste Bernard Demotz parle quant à lui de « véritable guerre de cent ans », qui a débuté vers 1234.
En 1320, lassé de cette guerre d'usure, Amédée V de Savoie veut frapper un grand coup pendant la minorité de Guigues VIII. Les années suivantes les échauffourées se multiplient. Amédée V meurt en 1323. Son fils Édouard lui succède. Le château de Varey, puissamment fortifié au siècle précédent est en possession de la maison de Genève, mais contestée par les sires de Beaujeu. Hugues de Genève rend hommage au dauphin Guigues VIII en 1323 pour ses châteaux de Varey, Brangues et Anthon,. Édouard de Savoie, allié au sire de Beaujeu, décide d'investir le château de Varey.
Cette guerre est marquée par deux batailles qui constituent des tournants : celle de Varey (1325), qui voit une armée delphinale inférieure en nombre battre, au pied de ce château genevois, celle menée par le comte de Savoie et ses alliés, des Abrets (1354), où la victoire savoyarde précipite la fin de la guerre conduisant au traité de Paris en 1355.
Cette opposition resta virulente et ne prit fin qu'après le transport du Dauphiné à la France. Parmi les causes multiples de ce conflit, la principale raison vient des enclaves que chacun des deux adversaires possédait chez l'autre.

## Subdivisions

Au début du XIIIe siècle, en rose, à la limite sud-ouest du Saint-Empire romain-germanique, la principauté des Dauphins du Viennois.

### Comtés
- Comté d'Albon-Viennois (comté qui est à l'origine du Dauphiné de Viennois)
- Comté de Briançonnais (intégré vers 1040)
- Comté de Grésivaudan ou de Grenoble (intégré vers 1050, officialisé en 1116)
- Comté de Gapençais (intégré en 1202)
- Comté d'Embrunais (intégré en 1202)

### Baronnies
- Baronnie de la Tour-du-Pin (intégrée en 1241)
- Baronnie de Montauban (intégrée en 1300)
- Baronnie de Mévouillon (intégrée en 1317)

### Divisions ecclésiastiques
- Diocèses et archidiocèses ayant leur siège en Dauphiné de Viennois :
  - Archidiocèse de Vienne (archevêques)
  - Diocèse de Grenoble (évêques)
  - Diocèse de Saint-Paul-Trois-Châteaux (évêques)
  - Archidiocèse d'Embrun (archevêques)
  - Diocèse de Gap (évêques)